# الدول الأعضاء في اتحاد دول أمريكا الجنوبية

الدول الأعضاء

هناك أربع دول أعضاء نشطة في اتحاد دول أمريكا الجنوبية بعد أن علقت ست دول أعضاء مشاركتها في المنظمة في أبريل 2018، وعلقت إكوادور عضويتها في مارس 2019 وأورغواي في مارس 2020.

## الدول الأعضاء
|  | بوليفيا Estado Plurinacional de Bolivia Bulivya Mamallaqta Wuliwya Suyu | سوكري لاباز | 1٬098٬581 | 9٬119٬152  | 8٫9/كيلومتر مربع   | بوليفاريو بوليفي | 4٬575  | 57٫2 | 0٫663 | اللغة الإسبانية كتشوا اللغة الأيمرية and 34 others also see Languages of Bolivia |
|  | غيانا Co-operative Republic of Guyana                                   | جورج تاون   | 214٬999   | 858٬863    | 3٫502/كيلومتر مربع | دولار غياني      | 7٬004  | 43٫2 | 0٫633 | لغة إنجليزية Guyanese Creole 11 other languages also see Languages of Guyana     |
|  | سورينام Republiek Suriname                                              | باراماريبو  | 163٬821   | 470٬784    | 2٫9/كيلومتر مربع   | دولار سورينامي   | 8٬947  | 41٫5 | 0٫680 | اللغة الهولندية also see سورينام                                                 |
|  | فنزويلا República Bolivariana de Venezuela                              | كاراكاس     | 916٬445   | 28٬199٬822 | 30٫2/كيلومتر مربع  | بوليفار فنزويلي  | 11٬726 | 49٫5 | 0٫735 | اللغة الإسبانية all other indigenous languages also see Languages of Venezuela   |

### الدول المعلقة
علقت ست دول أعضاء مشاركتها في المنظمة في أبريل 2018.
| العلم | الدولة                                             | العاصمة    | المساحة (كيلومتر مربع) | السكان      | كثافة سكانية (/كيلومتر مربع) | قائمة العملات المتداولة      | ناتج محلي إجمالي | معامل جيني | مؤشر التنمية البشرية | Official, National, & Recognized languages                                                            |
| ----- | -------------------------------------------------- | ---------- | ---------------------- | ----------- | ---------------------------- | ---------------------------- | ---------------- | ---------- | -------------------- | --- |
|       | الأرجنتين República Argentina                      | بوينس آيرس | 2٬780٬403              | 43٬417٬000  | 14٫49/كيلومتر مربع           | بيزو أرجنتيني                | 15٬030           | 48٫8       | 0٫797                | اللغة الإسبانية (de facto) also see لغات الأرجنتين for other Co-official languages                    |
|       | البرازيل República Federativa do Brasil            | برازيليا   | 8٬514٬877              | 204٬451٬000 | 22/كيلومتر مربع              | ريال برازيلي                 | 11٬065           | 55٫0       | 0٫718                | اللغة البرتغالية Brazilian Sign Language also see Languages of Brazil for other Co-official languages |
|       | تشيلي República de Chile                           | سانتياغو   | 756٬950                | 16٬763٬470  | 22/كيلومتر مربع              | بيزو تشيلي                   | 14٬939           | 52٫0       | 0٫805                | اللغة الإسبانية (de facto) also see Languages of Chile                                                |
|       | كولومبيا República de Colombia                     | بوغوتا     | 1٬141٬748              | 48٬219٬827  | 40/كيلومتر مربع              | بيزو كولومبي                 | 9٬091            | 58٫5       | 0٫710                | اللغة الإسبانية 68 other languages/dialects also see Languages of Colombia                            |
|       | الإكوادور República del Ecuador                    | كيتو       | 256٬370                | 13٬922٬000  | 53٫8/كيلومتر مربع            | سنتافو إكوادوري دولار أمريكي | 8٬021            | 54٫4       | 0٫720                | اللغة الإسبانية also see Languages of Ecuador                                                         |
|       | باراغواي República del Paraguay Tetã Paraguái      | أسونسيون   | 406٬752                | 6٬158٬000   | 15٫6/كيلومتر مربع            | غواراني باراغواي             | 4٬710            | 53٫2       | 0٫665                | اللغة الإسبانية غوارانية also see Languages of Paraguay                                               |
|       | بيرو República del Perú Piruw Ripuwlika Piruw Suyu | ليما       | 1٬285٬220              | 29٬180٬900  | 23/كيلومتر مربع              | سول بيروفي جديد              | 9٬107            | 50٫5       | 0٫725                | اللغة الإسبانية كتشوا اللغة الأيمرية all other indigenous languages also see Languages of Peru        |
|       | الأوروغواي República Oriental del Uruguay          | مونتفيدو   | 176٬215                | 3٬477٬779   | 19٫8/كيلومتر مربع            | بيزو أوروغواي                | 13٬961           | 47٫1       | 0٫783                | اللغة الإسبانية also see الأوروغواي                                                                   |

في 28 أغسطس 2018، أعلن الرئيس الكولومبي إيفان دوكي أن وزير الخارجية كارلوس هولمز أخبر يوناسور رسميًا بعزمه على مغادرة الكتلة في 6 أشهر، وشجبها كمؤسسة أنشأها هوغو تشافيز لتهميش المعاهدات الدولية القائمة وأشار إليها كشريك في ما وصفوه بالدكتاتورية في فنزويلا. أعلنت الإكوادور انسحابها في 13 مارس 2019. كما تبعتها أوروغواي في مارس 2020.

## الدول غير الأعضاء

### الدول المراقبة
| العلم | الدولة                           | العاصمة      | المساحة (كيلومتر مربع) | السكان      | Density (/كيلومتر مربع) | قائمة العملات المتداولة  | ناتج محلي إجمالي | معامل جيني | مؤشر التنمية البشرية | Official, National, & Recognized languages                                     |
| ----- | -------------------------------- | ------------ | ---------------------- | ----------- | ----------------------- | ------------------------ | ---------------- | ---------- | -------------------- | ------------------------------------------------------------------------------ |
|       | المكسيك Estados Unidos Mexicanos | مدينة مكسيكو | 1٬972٬550              | 112٬322٬757 | 57/كيلومتر مربع         | بيزو مكسيكي              | 14٬151           | 51٫6       | 0٫770                | اللغة الإسبانية (de facto) 68 other indigenous languages also see لغات المكسيك |
|       | بنما República de Panamá         | بنما (مدينة) | 75٬517                 | 3٬405٬813   | 44٫5/كيلومتر مربع       | بالبوا بنمي دولار أمريكي | 12٬242           | 54٫9       | 0٫768                | اللغة الإسبانية                                                                |

### الدول الأعضاء المقترحة
| العلم | الدولة                                           | العاصمة       | المساحة (كيلومتر مربع) | السكان    | Density (/كيلومتر مربع) | قائمة العملات المتداولة | ناتج محلي إجمالي | معامل جيني | مؤشر التنمية البشرية | Official, National, & Recognized languages |
| ----- | ------------------------------------------------ | ------------- | ---------------------- | --------- | ----------------------- | ----------------------- | ---------------- | ---------- | -------------------- | ------------------------------------------ |
|       | ترينيداد وتوباغو Republic of Trinidad and Tobago | بورت أوف سبين | 5٬131                  | 1٬353٬895 | 254٫4/كيلومتر مربع      | دولار ترينيداد وتوباغو  | 31٬933           | 39٫0       | 0٫772                | لغة إنجليزية                               |